# Puteaux
Puteaux är en kommun i departementet Hauts-de-Seine i regionen Île-de-France i norra Frankrike. Kommunen ligger i kantonen Puteaux som tillhör arrondissementet Nanterre. År 2022 hade Puteaux 44 198 invånare.
Puteaux är en närförort till Paris, belägen väst-nordväst om innerstaden. Delar av området La Défense ligger i Puteaux, inklusive byggnaden Grande Arche.

## Befolkningsutveckling
Antalet invånare i kommunen Puteaux
| Referens: INSEE |